# Yulia Tchekaleva
Yulia Tchekaleva, née le 6 février 1984 à Vologda, est une fondeuse russe dont la carrière démarre en 2004 au niveau international. Elle prend part à la Coupe du monde à partir de la saison 2006. C'est dans les épreuves de relais avec l'équipe de Russie que Tchekaleva obtient ses meilleures performances avec deux podiums, le premier le 9 décembre 2007 à Davos et le second le 6 février 2011 à Rybinsk. À titre individuel, elle est montée sur son premier podium lors du 5 km de la deuxième étape de la Nordic Opening le 1er décembre 2012 comptant pour la Coupe du monde 2012-2013.
Par ailleurs, elle a pris part à trois reprises aux Championnats du monde entre 2007 et 2013 avec pour meilleur résultat deux médailles de bronze. Le 1er décembre 2017, elle est disqualifiée des Jeux olympiques d'hiver de 2014 à la suite d'un test de dopage positif. Elle est également bannie à vie des compétitions olympiques. Elle fait appel de ces décisions auprès du Tribunal arbitral du sport.

## Carrière
Yulia Tchekaleva fait ses débuts en Coupe du monde le 24 janvier 2006 avec une 19e place en poursuite 2 × 7,5 km à Oberstdorf. Elle grimpe progressivement dans la hiérarchie mondiale et obtient sa qualification pour les Championnats du monde 2007 à Sapporo avec pour meilleur résultat une 16e place au 10 km. La saison suivante, elle monte sur son premier podium à l'occasion d'une épreuve de relais le 9 décembre 2007 à Davos aux côtés de Larisa Kurkina, Olga Rotcheva et Natalia Korosteleva. Toutefois, sa progression est ralentie entre 2008 et 2010 au point de ne pas être retenue pour les Championnats du monde 2009 et les Jeux olympiques de 2010. Elle réalise lors de la saison 2011 sa meilleure saison depuis le début de sa carrière en montant sur son second podium le 6 février 2011 à Rybinsk à l'occasion d'un relais aux côtés de Valentina Novikova, Svetlana Nikolaeva et Olga Mikhaïlova. Elle est tout près de monter sur son premier podium en individuel avec une 5e place lors du 15 km de Kuusamo et une 6e place au 10 km d'Otepää. Ses bons résultats l'amènent à disputer les Championnats du monde 2011 d'Oslo où elle ne remporte pas de médaille, sa meilleure performance étant une 6e place au relais avec Nikolaeva, Alija Iksanova et Mikhailova.
Blessée lors de la saison 2012, elle fait son retour pour la saison 2013 et monte sur le podium lors du 5 km de Kuusamo qui constitue la deuxième étape de la Nordic Opening le 1er décembre 2012 comptant pour la 2012-13.
Le 2 février 2013, elle apparait pour la première fois sur un podium d'une épreuve de Coupe du monde en terminant deuxième du skiathlon disputé à Sotchi. 
Lors des Championnats du monde 2013, elle s'offre deux médailles de bronze, d'abord lors du 10 km libre à 32 secondes de Therese Johaug et ensuite avec le relais russe 4 × 5 km. Le mois suivant, elle termine troisième du 30 km en style libre à Oslo.
En janvier 2015, elle monte pour la première fois au sommet du podium en Coupe du monde en s'imposant lors du skiathlon à Rybinsk.

## Palmarès

### Jeux olympiques d'hiver
| Épreuve / Édition | Sprint | Sprint                           | 10 km                            | 10 km     | Skiathlon 2 × 7,5 km | 30 km   | Relais | Relais   |
| Épreuve / Édition | libre  | classique                        | libre                            | classique | Skiathlon 2 × 7,5 km | 30 km   | Sprint | 4 × 5 km |
| JO 2014 Sotchi    | —      | Épreuve inexistante à cette date | Épreuve inexistante à cette date | 11e Dsq   | 15e Dsq              | 32e Dsq | —      | 6e Dsq   |

Légende :
- : pas d'épreuve
- — :  Épreuve non disputée par la skieuse

### Championnats du monde
| Épreuve / Édition           | Sprint                           | Sprint                           | 10 km                            | 10 km                            | Poursuite / Skiathlon 2 × 7,5 km | 30 km | Relais | Relais                    |
| Épreuve / Édition           | libre                            | classique                        | libre                            | classique                        | Poursuite / Skiathlon 2 × 7,5 km | 30 km | Sprint | 4 × 5 km                  |
| Mondiaux 2007 Sapporo       | Épreuve inexistante à cette date | —                                | 16e                              | Épreuve inexistante à cette date | —                                | 22e   | —      | —                         |
| Mondiaux 2011 Oslo          | —                                | Épreuve inexistante à cette date | Épreuve inexistante à cette date | 12e                              | 12e                              | 26e   | —      | 6e                        |
| Mondiaux 2013 Val di Fiemme | Épreuve inexistante à cette date | —                                | Médaille de bronze, monde        | Épreuve inexistante à cette date | 7e                               | 13e   | —      | Médaille de bronze, monde |
| Mondiaux 2015 Falun         | Épreuve inexistante à cette date | —                                | 28e                              | Épreuve inexistante à cette date | 16e                              | —     | —      | 7e                        |
| Mondiaux 2017 Lahti         | —                                | Épreuve inexistante à cette date | Épreuve inexistante à cette date | 18e                              | 7e                               | 10e   | —      | 5e                        |

Légende :
- : troisième place, médaille de bronze
- : pas d'épreuve
- — : non disputée par Tchekaleva

### Coupe du monde
- Meilleur classement général : 11e en 2017.
- 6 podiums :
  - 4 podiums individuels: 1 victoire, 2 deuxièmes places et 1 troisième place.
  - 2 podiums en relais : 1 deuxième place et 1 troisième place.

#### Détail de la victoire individuelle
| Épreuve / Édition | Sprint | Sprint    | 10 km | 10 km     | Skiathlon 2 × 7,5 km | 30 km libre | 30 km libre | Tour de ski ou Finales ou Nordic Opening |
| Épreuve / Édition | libre  | classique | libre | classique | Skiathlon 2 × 7,5 km | libre       | classique   | Tour de ski ou Finales ou Nordic Opening |
| 2014-15           |        |           |       |           | Rybinsk              |             |             |                                          |

#### Classements par saison
| Saison/Classement | Saison/Classement | Général | Général | Sprint | Sprint | Distance | Distance |
| ----------------- | ----------------- | ------- | ------- | ------ | ------ | -------- | -------- |
| Saison/Classement | Saison/Classement | Class.  | Points  | Class. | Points | Class.   | Points   |
| 2005-06           | 2005-06           | 94e     | 12      | 68e    | 12     | -        | -        |
| 2006-07           | 2006-07           | 55e     | 60      | 40e    | 44     | -        | -        |
| 2007-08           | 2007-08           | 48e     | 74      | 31e    | 53     | 62e      | 9        |
| 2008-09           | 2008-09           | 72e     | 24      | 44e    | 24     | -        | -        |
| 2009-10           | 2009-10           | 27e     | 284     | 20e    | 189    | 78e      | 7        |
| 2010-11           | 2010-11           | 16e     | 305     | 14e    | 305    | 53e      | 25       |
| 2011-12           | 2011-12           | -       | -       | -      | -      | -        | -        |
| 2012-13           | 2012-13           | 12e     | 559     | 72e    | 5      | 9e       | 430      |
| 2013-14           | 2013-14           | 15e     | 442     | 10e    | 298    | -        | -        |
| 2014-15           | 2014-15           | 18e     | 376     | 9e     | 328    | -        | -        |
| 2016-17           | 2016-17           | 11e     | 567     | 10e    | 367    | -        | -        |

### Championnats du monde des moins de 23 ans
- Kranj 2006
  -  Médaille de bronze du dix kilomètres classique.
  -  Médaille de bronze de la poursuite.
- Tarvisio 2007
  -  Médaille d'or de la poursuite.

### Universiades
- Harbin 2009 :
  -  Médaille d'or en relais.
  -  Médaille de bronze de la poursuite.
  -  Médaille de bronze du quinze kilomètres classique.

### Coupe Marathon
- 3e de La Sgambeda en 2009.

### Coupe d'Europe de l'Est
- 3e du classement général en 2015.
- 5 podiums, dont 1 victoire.

### Championnats de Russie
- Championne sur la poursuite en 2010.
- Championne sur le trente kilomètres libre en 2011.